# Adomia
Adomia is een monotypisch geslacht van schimmels dat behoort tot de familie Xylariaceae. Het bevat alleen Adomia avicenniae.